# William W. Melnitz
William W. Melnitz, gebürtig Wilhelm Wolf Chmelnitzky, (geboren 14. April 1900 in Köln; gestorben 12. Januar 1989 in Los Angeles, Kalifornien, Vereinigte Staaten) war ein deutscher Theaterschauspieler, Theaterregisseur, Dramaturg und Professor der Theaterwissenschaft in den USA.

## Leben und Wirken
Wilhelm Wolf Chmelnitzky entstammte einem jüdischen Elternhaus. Im Alter von 20 Jahren begann er ein Studium, das ihn in den kommenden drei Jahren an die Universitäten von Köln und Berlin führte. Zeitgleich wurde er in Köln bereits als Regisseur und Dramaturg beschäftigt. 1923 ging Chmelnitzky für zwei Jahre an das Münsteraner Stadttheater, in der darauf folgenden Spielzeit 1925/26 war er als Schauspieler und Oberspielleiter am Kleinen Theater von Kassel engagiert. Es folgte eine Verpflichtung an das Neue Theater in Frankfurt am Main, wo Chmelnitzky/Melnitz von 1926 bis 1930 als Regisseur und Dramaturg wirkte. Die letzten drei Jahre der Weimarer Republik ging er als Oberspielleiter an das Bremer Schauspielhaus. In der letzten Vor-Hitler-Spielzeit kehrte er auch gastweise als Regisseur an das Neue Theater Frankfurts zurück. Wilhelm Chmelnitzky wurde nach der Machtergreifung durch die Nationalsozialisten am 30. Januar 1933 augenblicklich vom deutschen Kulturbetrieb ausgeschlossen. Arbeit fand er jetzt nur noch am soeben gegründeten Kulturbund Deutscher Juden Berlin. Hier inszenierte er zum Jahresende 1933 Shakespeares Othello. Anschließend ging er nach Wien, wo er von 1935 bis 1938 als Vizedirektor dem Deutschen Volkstheater vorstand. Der Anschluss Österreichs an das Deutschland Adolf Hitlers machte nun auch eine Weiterarbeit in Wien unmöglich. Melnitz wich daraufhin in die Schweiz aus, wo er am Stadttheater von St. Gallen inszenieren durfte. 
Im April 1939 emigrierten William und seine Frau Ruth Melnitz in die USA. Der Versuch, ein Exiltheater mit deutschsprachigen Künstlern auf die Beine zu stellen, für das Melnitz inszenierte, scheiterte aus Kostengründen und aufgrund mangelnder Nachfrage rasch. An der Österreichischen Bühne New Yorks inszenierte Melnitz für ein winziges Publikum Stücke wie Arthur Schnitzlers Komtesse und Bruno Franks Sturm im Wasserglas. Zeitweise jobbte der einst in Deutschland angesehene Regisseur in einer Wäscherei, um sich und seine Frau finanziell über Wasser zu halten. 1940 folgten die Melnitzens einer Einladung Max Reinhardts nach Hollywood. Hier sollte Melnitz in Reinhardts Workshops mitarbeiten. Da er keine Beschäftigung in der in Los Angeles ansässigen Filmwirtschaft finden konnte, begann Melnitz ein Studium an der University of California, Los Angeles (UCLA). Außerdem stand er als Sekretär in Franz Werfels Diensten. 1947 promovierte er mit der Dissertation War and Revolution on the Stage of the Weimar Republic. Melnitz setzte seine Universitätskarriere als Dozent bzw. Professor für Theaterwissenschaften fort und wurde schließlich 1960 Dekan des College of Fine Arts an der UCLA. Als Regisseur brachte William Melnitz in späteren Jahren klassische Theaterstücke wie Cyrano de Bergerac (1958), Schillers Don Karlos (1960), Dürrenmatts Die Panne (1961), Schnitzlers Liebelei (1962) und Shakespeares Wintermärchen (1964) zur Aufführung. Nach dem bedeutenden Hochschullehrer und Theatermacher wurde 1967 ein UCLA-Gebäude „Melnitz Hall“ benannt. Von 1966 bis 1968 wirkte William Melnitz als Professor für Kommunikation an der University of Pennsylvania, von 1969 bis 1973 an der State University New York. Außerdem übernahm er die Leitung des Max-Reinhardt-Archivs.

## Persönliches
Der 1959 mit dem Bundesverdienstkreuz I. Klasse ausgezeichnete William Melnitz hatte mit Curt Melnitz (1879–1962) einen Onkel, der gleichfalls in den USA Karriere machte: Er war ein Pressevertreter, Künstler-Agent, Studio-Repräsentant und Filmproduzent. Außerdem verfasste William Melnitz eine Fülle von Schriften zu Theater-Themen.